# Эштон Мур
Эштон Мур (англ. Ashton Moore, род. 31 марта 1976[…] или 31 марта 1978, Ньюпорт-Бич, Калифорния) — псевдоним американской порноактрисы Бриттани Ребхолз (англ. Brittany Rebholz).

## Биография
Детство Мур провела в Скоттсдейле, Аризона. В 17 лет начала работать официанткой в стриптиз-баре. Позже она подписала контракт с Jill Kelly Productions. В течение трёх лет она воздерживалась от съёмок с мужчинами. С 2005 года по 2007 год работала на компанию ClubJenna.

## Премии и номинации
- 2006 финалист FAME Award — в категории «Самое горячее тело»[4]
- 2007 номинация на AVN Award — Best Sex Scene Coupling (Film) — Jenna’s Provocateur (с Мануэлем Феррара)[5]